# طائر القبرة الأنغولي
طائر القبرة الأنغولي (الاسم العلمي: Mirafra angolensis) أو القبرة الأنغولية، هي نوع من أنواع الطيور من فصيلة قبرة، توجد في جنوب ووسط إفريقيا. 

## البيئة والانتشار
- ينتشر طائر  القبرة الأنغولية في أنغولا وجمهورية الكونغو الديمقراطية وتنزانيا وزامبيا. [8]

- موطنها الطبيعية هي الأراضي العشبية المنخفضة شبه الإستوائية، والإستوائية الجافة أو الرطبة موسميًا.[9]